# Beaulieu (Kamerahersteller)

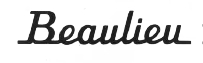

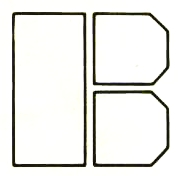

Beaulieu ist der Markenname eines französischen Herstellers von analogen Filmkameras spezialisiert auf die Formate 8 mm, 9,5 mm, 16 mm und Super 8 mm, wobei vor allem die Super 8 Kameras den Ruf der Marke begründeten. Die Kameraherstellung wurde im Jahr 2002 eingestellt, die Firma ist geschrumpft und konzentriert sich seitdem auf Service und Ersatzteileverkauf.

## Gründung
Das Unternehmen wurde 1951 von dem französischen Ingenieur Marcel Beaulieu (1908 – 1985) in Champigny-sur-Marne gegründet. Marcel Beaulieu arbeitet zuvor bei den beiden Unternehmen Pathé und Gaumont, wo er die Technik der Kameraherstellung erlernt hatte. Bei der Gründung hatte das Unternehmen nur einen Mitarbeiter. Zunächst entwickelte man 8 mm Kameras für den Amateursektor (Modell M8) und etwas später auch 16 mm Kameras für professionelle Anwendungen (Modell R16). 1958 zieht die Fertigung in das Werk in Romorantin im Département Loir-et-Cher.

## Produkte
1958 integrierte Beaulieu erstmals ein Spiegelreflexsystem in seine Kameras sowie eine Mattscheibe zur Scharfeinstellung. Die Kameras verfügten ebenfalls über Vorrichtungen für Wechselobjektive. Mit dieser umfangreichen Ausstattung zählten die Kameras zu den Spitzenmodellen im Markt.

### Super 8 mm

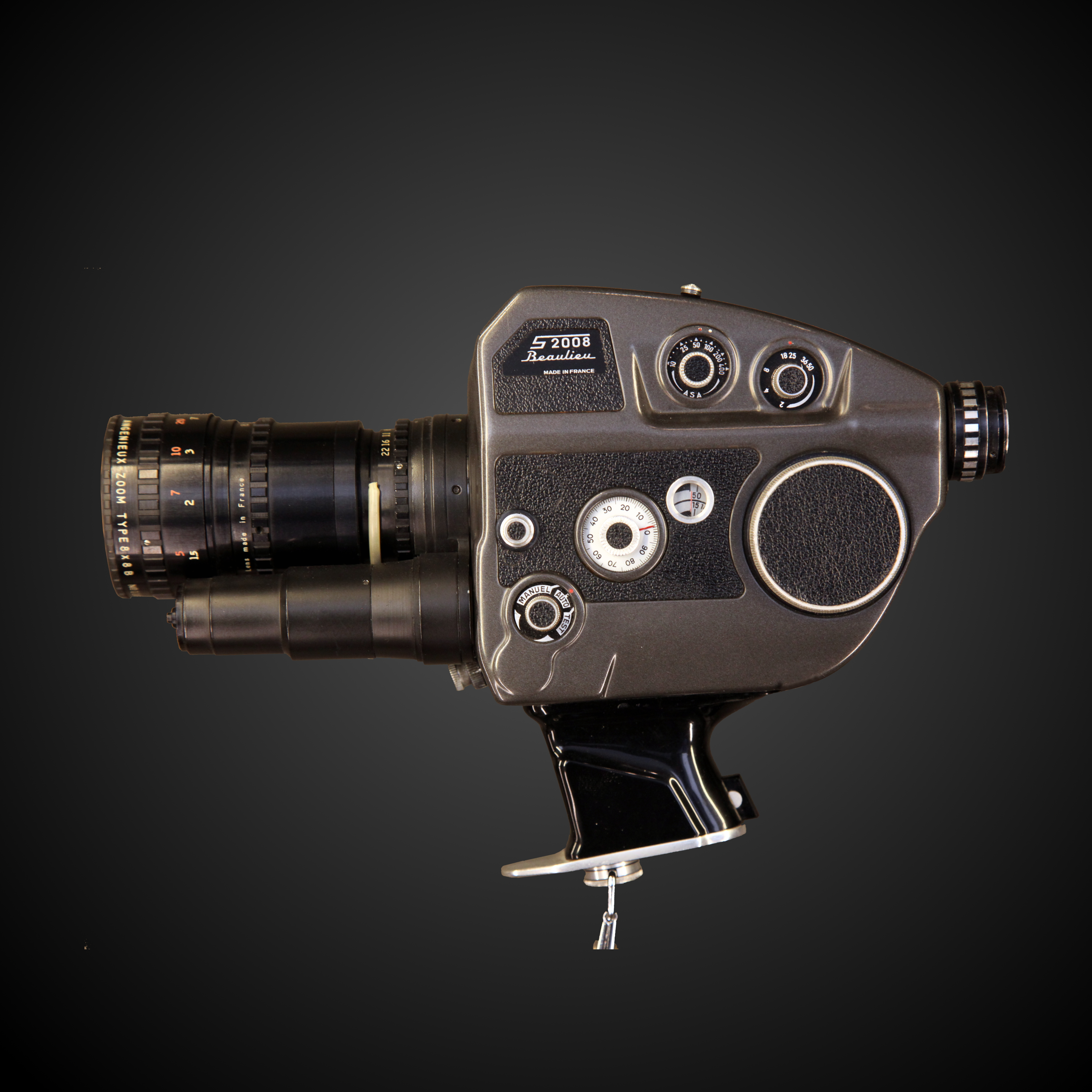
Beaulieu 2008S ausgestellt im Conservatoire national des arts et métiers

1965 präsentierte Marcel Beaulieu die Super 8 mm Kamera 2008S auf der internationalen Fotoausstellung in New York. Das Super 8 Filmformat kam damals neu auf den Markt und wurde sofort das dominierende Format im Amateurbereich. Die Beaulieu Kamera verfügte über einen elektrischen Antrieb anstelle des bisher üblichen Federwerksmotor. Die 2008S und ihre Nachfolger waren ein großer wirtschaftlicher Erfolg. Die Technik wurde kontinuierlich weiterentwickelt und um weitere Optionen ergänzt. Ein Beispiel ist die Möglichkeit, Filme in verschiedenen Geschwindigkeiten aufzunehmen und dadurch Zeitlupen- bzw. Zeitraffereffekte zu erzielen. Ab 1973 erhielten die Kameras unter der Bezeichnung 5008S auch die Möglichkeit Ton aufzunehmen. 1976 erschien unter der Bezeichnung 4008ZM4 eine Modell mit stufenlosem elektrischem Zoom. 1979 wurde das Design überarbeitet, die Kameras erhielten die Bezeichnung 6008S und sie konnten die neuen Super 8 Filmkartuschen verwenden. Im Werk von Beaulieu wurden in der Spitze über 300 Mitarbeiter beschäftigt. Die Fertigungstiefe war außergewöhnlich hoch. In den 1980er Jahren kam die digitale Videotechnik auf, dies führte zum Niedergang der Super 8 Technologie und führte auch zum Rückgang des Geschäfts bei Beaulieu.

### 16 mm

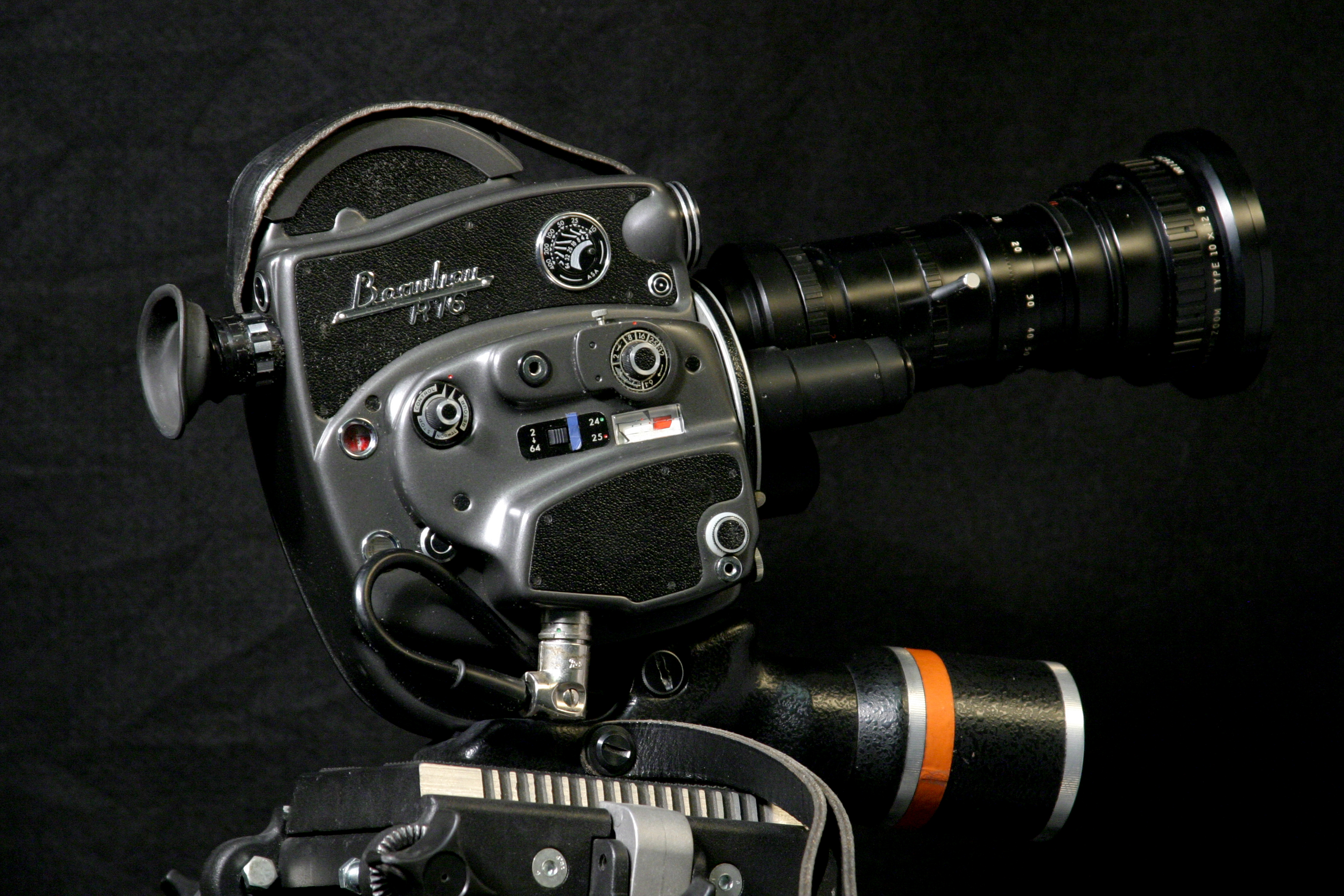
Beaulieu R16 16 mm Filmkamera

Im 16-mm-Sektor war Beaulieu ebenfalls bis zum Ende der Kameraproduktion tätig. Die Kameras füllten das Segment zwischen den günstigeren 16er von z. B. Canon und den Profigeräten von z. B. ARRI. Das Top-Modell war die Beaulieu 2016 Quarz.

### Weitere Produkte
Ende der 1970er Jahre nutzte Beaulieu die Stärke der eigenen Marke, um weitere Produkte in den Markt zu bringen. Dazu zählten preisgünstige einfache Filmkameras, wie die 1008XL und die 1028XL, die von Fremdherstellern produziert wurden. Ein Filmprojektor, Typ 708 EL, wurde ebenfalls in das Verkaufsprogramm aufgenommen. Beaulieu brachte auch eine Video Kamera auf den Markt. Die verschiedenen Bemühungen, die Abhängigkeit vom Super 8 Geschäft zu reduzieren, waren jedoch nicht ausreichend erfolgreich.

## Beaulieu heute
Mit der Konkurrenz der in den 1980er Jahren aufkommenden digitalen Videotechnik verlor die analoge Filmtechnik sowohl im Amateur– als auch im Profibereich an Bedeutung. Die letzte Beaulieu Filmkamera wurde 2002 hergestellt. Das Unternehmen hat heute seinen Sitz in Romorantin und lebt vom Verkauf von Ersatzteilen sowie von Reparaturen und sonstigen Dienstleistungen.